# Boey Temse
Boey Temse – belgijski klub szachowy z siedzibą w Temse.

## Historia
Klub powstał w 1974 roku, a jednym z jego założycieli był Luc De Ryck. Klub nazwano na cześć Josefa Boeya.
W 2002 roku klub zadebiutował w Pucharze Europy. Zespół wygrał wówczas dwa mecze, zremisował dwa i przegrał trzy, zajmując w rozgrywkach 27. miejsce. W kraju sezon 2002/2003 Boey ukończył na drugim miejscu, za Turmem Eynatten. W sezonie 2003/2004 klub ponownie zdobył wicemistrzostwo Belgii, ulegając jedynie KSK 47 Eynatten. Kadrę zespołu stanowili wówczas m.in. Siergiej Tiwiakow, Klaus Bischoff, Kamil Mitoń, Paweł Jaracz, Paul Motwani, Rafał Antoniewski, Amir Bagheri, Geert Van der Stricht, Piotr Bobras i Grzegorz Masternak. W 2005 roku klub był siódmy w lidze, a sezon później – ósmy. W sezonie 2007/2008 nastąpił spadek Boeya Temse do Division 2. W 2014 roku klub awansował do Division 1, jednak w sezonie 2014/2015 spadł z najwyższej klasy rozgrywkowej. W 2023 roku Boey Temse spadł do Division 3.

## Arcymistrzowie w historii klubu
- Amir Bagheri[8]
- Klaus Bischoff[6]
- Paweł Jaracz[5]
- Kamil Mitoń[7]
- Paul Motwani[8]
- Siergiej Tiwiakow[5]
- Karel van der Weide[15]